# 多瑙河沖積平原景觀保護區
多瑙河沖積平原景觀保護區是斯洛伐克的一個自然保護區，位於其與奧地利和匈牙利的邊界上。
多瑙河沖積平原景觀保護區佔地14,488公頃，由多瑙河的部分河道及其沿岸的漫灘組成，包括汊流網絡、牛軛湖、沙礫河岸、漫灘、漫灘森林、蘆葦叢、沼澤和低窪草地。該保護區是是中歐最有價值的飲用水含水層來源，擁有多樣化的動植物群，是水鳥的重要棲息地。沿河的人們利用多瑙河的水流驅動古老的水磨坊，多瑙河平靜的水流為划船提供了理想的條件。
在1992年10月加布奇科沃水壩投入運營後，在大壩下游和鄰近的左側汊流系統觀察到了199種鳥類，其中102種在此築巢，22種定期飛來這裡覓食，28種在此越冬，42種遷徙路過，5種在這裡不規則出現。蓄水形成的庫諾沃水庫則發現了170種鳥類，其中41種在此築巢，47種定期飛來此覓食，21種在此越冬，48種遷徙路過，13種這裡不規則出現。被水淹沒的洪泛區是魚類繁殖和覓食的重要棲息地，為此斯洛伐克和匈牙利協議保障充足的來水能夠讓所有以洪泛區作為產卵地的魚類都可以進入那裡。